# دوره کاماکورا
دوره کاماکورا (به ژاپنی: 鎌倉時代, Kamakura jidai) دوره‌ای از تاریخ ژاپن است که از سال ۱۱۸۵ تا ۱۳۳۳ میلادی را در بر می‌گیرد. دوره کاماکورا در سال ۱۳۳۳ با نابودی شوگون‌سالاری و برقراری دوران کوتاه مدت سلطنت امپراتور گودای‌گو به پایان رسید.

## شوگون‌سالاری کاماکورا
شوگون‌سالاری کاماکورا یک حکومت سامورایی بود که در کاماکورا (شهر کاماکورای کنونی، استان کاناگاوا) توسط میناموتو نو یوریتومو در سال ۱۱۸۵ (اولین سال از دوران  بونجی) تأسیس شد. این دوره ای بود که پایه و اساس حکومت سامورایی را بنا نهاد که تا زمان اصلاحات میجی ادامه یافت. از نظر فرهنگ، فرهنگ سامورایی ساده و قدرتمند شکوفا شد و شکل جدیدی از بودیسم با هدف نجات مردم از دنیای پایان دارما متولد شد. شوگون‌سالاری کاماکورا که حدود ۱۵۰ سال وجود داشت.

## پایان دوره هی‌آن
در سال ۱۱۸۰ (سال چهارم جیشو)، در پایان دوره هی‌آن، با افزایش نارضایتی از خاندان تایرا که مناصب عالی‌رتبه و بلندپایه ای را اشغال می‌کردند، سومین پسر امپراتور بازنشسته امپراتور گوشیراکاوا، شاهزاده موچیهیتو، دستور به سامورایی‌های استان‌های مختلف برای «دستگیر و به انقیاد کشیدن خاندان تایرا» را صادر کرد. در پاسخ، میناموتو نو یوریتومو ارتشی را در ولایت ایزو تشکیل داد و کشور وارد یک جنگ داخلی به نام جنگ گنپی شد.
میناموتو نو یوریتومو برادر کوچکترش، میناموتو نو یوشیتسونه را برای تسلط بر خاندان تایرا فرستاد به جنگ فرستاد و خود در کاماکورا ماند تا کنترل خود را بر منطقه کانتو مستحکم کند.
پس از اینکه میناموتو نو یوشیتسونه خاندان تایرا را در نبرد دان نو اورا در سال ۱۱۸۵ نابود کرد، پس از این نابودی میناموتو نو یوریتومو دستور دستگیری برادرش میناموتو نو یوشیتسونه را به جرم نافرمانی از شوگون‌سالاری متهم کرد.
در سال ۱۱۸۹ (سال پنجم  بونجی)، میناموتو نو یوریتومو از طریق نبرد اوشو، نیروهای مقاومت در میان خاندان میناموتو را از بین برد، خود را به عنوان رهبر خاندان سامورایی (رهبر گروه‌های سامورایی استان‌های مختلف) معرفی کرد و به دربار امپراتوری برای نفوذ در سیاست نزدیک شد.
علاوه بر این، به بهانه جستجوی میناموتو نو یوشیتسونه، شوگو (مسئول حفظ نظم عمومی و اعمال قدرت نیروی انتظامی) و جیتو (ژاپن) (مسئول جمع‌آوری مالیات سالانه و مدیریت املاک) را در استان‌های مختلف منصوب کرد. علاوه بر این، سیستم شوگون‌سالاری کاماکورا به عنوان یک سازمان مرکزی با سامورایی-دوکورو برای کنترل گوکه‌نین (سامورایی که به شوگون خدمت می‌کرد)، ماندوکورو برای مدیریت امور دولتی و امور مالی و مونچو-جو برای تصدی امور قضایی ایجاد شد.
علاوه بر این، برای ملازمان، «نظام فئودالی» ایجاد شد که هونریو آندو (安堵) را ایجاد کرد، که زمین‌های به ارث رسیده از اجدادشان را تضمین می‌کرد و سیستم گوئون و هوکو یا دریافت پاداش در برابر خدمت نیز ایجاد شد. سرانجام، در سال ۱۱۹۲ (سال سوم کنکیو)، میناموتو نو یوریتومو توسط دربار امپراتوری به عنوان سی ای تایشوگون منصوب شد.
در سال ۱۲۲۱ (جوکیو ۳)، امپراتور بازنشسته گوتوبا ارتشی را در تلاش برای بازگرداندن قدرت به دربار امپراتوری تشکیل داد و جنگ جوکیو رخ داد. شوگون‌سالاری کاماکورا کنترل کیوتو را به دست گرفت و امپراتور بازنشسته گوتوبا را تبعید کرد. شوگون‌سالاری روکوهارا تاندای را در کیوتو تأسیس کرد و دربار امپراتوری را تحت نظارت قرار داد. در نتیجه، شوگون‌سالاری کاماکورا به یک دولت ملی با نفوذ تبدیل شد.

## شوگون و شیکن
تنها سه نسل از شوگون‌ها مستقیماً از خاندان میناموتو نشأت گرفتند، در واقع خاندان هوجو به عنوان شیکن قدرت را در دست داشتند و حکومت می‌کردند.
پس از مرگ میناموتو نو یوریتومو، خاندان هوجو، خانواده هوجو ماساکو، همسر میناموتو نو یوریتومو، به شهرت رسیدند. ابتدا، پدر هوجو ماساکو، هوجو توکیماسا، سمت شیکن را بر عهده گرفت و قدرت سیاسی واقعی را به عنوان دستیار شوگون در اختیار داشت.
هنگامی که سومین شوگون، میناموتو نو سانه‌تومو، ترور شد و خط مستقیم خاندان میناموتو به پایان رسید، خاندان هوجو از یک فردی خاندان اشرافی از کیوتو استقبال کرد و او را به یک شوگون رسمی تبدیل کرد.
علاوه بر این، شیکن سوم، هوجو یاسوتوکی، گوسیبای شیکیموکو (قوانین مبتنی بر آداب و رسوم و اخلاق سامورایی) را ایجاد کرد و سیاست‌های شیکن را بیشتر تقویت کرد.
موقعیت شیکن در انحصار خاندان هوجو باقی ماند. خاندان هوجو به قدرتمندترین فرد در شوگون سالاری کاماکورا تبدیل شد و دیکتاتوری آن را تقویت کرد.

### نخستین شوگون، میناموتو نو یوریتومو
زمان خدمت:: ۱۱۹۲–۱۱۹۹، او از طریق رهبری قریب به اتفاق خود، سیاست سامورایی را ایجاد کرد که تا پایان دوره ادو ادامه داشت. او به عنوان یک نابغه سازمانی شناخته می‌شود.
در سال ۱۱۸۵ میناموتو نو یوریتومو خاندان رقیب را شکست داد و در سال ۱۱۹۲ از سوی امپراتور به عنوان سردار یا شوگون منصوب شد و استبداد نظامی خود یا باکوفو (幕府, bakufu) را در شهر کاماکورا پایه گذاشت. در دوره کاماکورا، ژاپن وارد «قرون وسطای» خود شد که نزدیک به هفتصد سال طول کشید و در آن امپراتور، دربار و حکومت مرکزی سنتی به نهادهایی تشریفاتی مبدل شدند. موضوع‌های قضایی، نظامی و مدنی به دست جنگ‌آوران آریستوکرات (طبقه بوشی، Bushi) اداره می‌شد و قدرتمندترین کاست در میان آنان، حاکمان واقعی جامعه، یعنی شوگون‌ها بودند.

### دومین شوگون، میناموتو نو یوری‌ایه
میناموتو نو یوری‌ایه، زمان خدمت در مقام: ۱۱۹۹–۱۲۰۳،  به عنوان پسر ارشد میناموتو نو یوریتومو، او ریاست خاندان را به ارث برد و به عنوان دومین کاماکورا-دونو (رئیس شوگون سالاری کاماکورا) سلطنت کرد. به دلیل درگیری با خاندان هوجو، او توسط پدربزرگش هوجو توکیماسا در شوزنجی، ولایت ایزو زندانی شد و در نهایت به قتل رسید.

### سومین شوگون، میناموتو نو سانه‌تومو
میناموتو نو سانه‌تومو، زمان خدمت:: ۱۲۰۲–۱۲۱۹، پسر دوم میناموتو نو یوریتومو، در سن ۱۲ سالگی به عنوان سی تایشوگون منصوب شد. او تلاش کرد تا قدرت شوگون را، علیه خاندان هوجو، که قدرت واقعی را در اختیار داشت، گسترش دهد، اما در سال ۱۲۱۹ ، توسط پسر برادر بزرگترش، کوگیو (راهب)، ترور شد.

### چهارمین شوگون، کوجو یوریتسونه
کوجو یوریتسونه،
زمان خدمت: ۱۲۴۴–۱۲۲۶، او به درخواست شیکّن دوم، هوجو یوشیتوکی، به عنوان شوگون چهارم منصوب شد. او پسر کانپاکو، کوجو میچی‌ایه و یکی از بستگان دور میناموتو نو یوریتومو بود. هنگامی که او سعی داشت قدرت خود را به عنوان یک شوگون گسترش دهد، با خاندان هوجو درگیر شد و مجبور به کناره‌گیری از قدرت شد.

### پنجمین شوگون، کوجو یوریتسوگو
کوجو یوریتسوگو،
زمان خدمت:۱۲۴۴–۱۲۵۲، با توجه به استراتژی شیکن چهارم، هوجو تسونه‌توکی، او موقعیت شوگون را از پدرش، شوگون قبلی کوجو یوریتسونه به ارث برد. با این حال، در سال ۱۲۵۲، او توسط [شیکن پنجم، هوجو توکی‌یوری، تبعید شد و به کیوتو نقل مکان کرد.

### ششمین شوگون، شاهزاده مونه‌تاکا
شاهزاده مونه‌تاکا،
زمان خدمت: ۱۲۵۲–۱۲۶۶، در سن ۱۱ سالگی، سی تایشوگون اعلام شد و اولین شوگون خانواده امپراتوری شد، اما به دلیل سیستم خودکامه خاندان هوجو، هیچ اختیاری به او داده نشد. او به واکا (شعر) تبحر داشت و اشعار واکای زیادی را در کوکین واکاشو آورده است.

### هفتمین شوگون، شاهزاده کوره‌یاسو
شاهزاده کوره‌یاسو،
زمان خدمت: ۱۲۸۹–۱۲۶۶، او در ۳ سالگی به عنوان شوگون منصوب شد. اگرچه او یک شوگون بود که مانند «عروسک خیمه شب‌بازی» خاندان هوجو بود، اما توسط نهمین شیکن، هوجو ساداتوکی، که از حکومت طولانی مدت همان شوگون متنفر شده بود، از کار برکنار شد و در سال‌های پایانی زندگی خود بازنشسته و تبدیل به یک راهب شد.

### هشتمین شوگون، شاهزاده هیساآکی
شاهزاده هیساآکی،
زمان خدمت: ۱۳۰۸ تا ۱۲۸۹، در سن ۱۴ سالگی به عنوان شوگون منصوب شد. اگرچه او ۱۹ سال در این سمت بود، اما توسط هوجو ساداتوکی، که مانند شاهزاده امپراتوری کوره‌یاسو، دوست نداشت همان شوگون را برای مدت طولانی در قدرت داشته باشد، برکنار شد.

### نهمین شوگون، شاهزاده موریکونی
شاهزاده  موریکونی،
زمان خدمت: ۱۳۳۳ تا ۱۳۰۸، تنها در ۸ سالگی به عنوان شوگون منصوب شد، اما در سال ۱۳۳۳ (سال سوم گنکو) با سقوط شوگون‌سالاری کاماکورا از سمت خود استعفا داد و راهب شد. او در همان سال در سن ۳۳ سالگی درگذشت.

## فرهنگ کاماکورا
در دوره کاماکورا، فرهنگ که وارث سنت اشراف درباری دوره هی آن بود، به صورت یک فرهنگ روستایی، ساده و محکم شکوفا شد که نمونه ای از یک دولت سامورایی، با احساس روحیه سامورایی و مردم عادی بود.
شکل جدیدی از بودیسم در پس زمینه ناآرامی‌های اجتماعی و این ایده که هم آموزش و هم روشنگری از بین می‌رود ظهور کرد. فرقه جودو توسط هونئن که معتقد بود با خواندن نیانفو (ننبوتسو 念仏) می‌توان نجات یافت، جودو شینشو توسط شینران که موعظه می‌کرد که حتی افراد شرور نیز می‌توانند دوباره متولد شوند، و ایپن شونین که رقص نیانفو (ننبوتسو 念仏) را گسترش می‌دهد. جی-شو و غیره از ایپن شونین گرفته شده است.
علاوه بر این، بودیسم ذن، که بر آموزش تأکید دارد، توسط سامورایی‌ها حمایت شد و از حمایت شوگون‌سالاری کاماکورا، همراه با بودیسم سوتو دوگن برخوردار شد. این ادیان که تبلیغ می‌کردند که می‌توان با انجام اعمال زاهدانه مانند خواندن نیانفو (ننبوتسو 念仏) و مراقبه، انسان را نجات می‌دهد، به سرعت در میان مردم عادی گسترش یافت.
از نظر سبک معماری، بسیاری از ویژگی‌های فرهنگی مهم متولد شدند، مانند بازسازی معبد تودای‌جی، که شامل تکنیک‌هایی از دودمان سونگ (چین در آن زمان) بود، و معبد انگاکو-جی، یک گنجینه ملی که امروزه باقی مانده است.
با به قدرت رسیدن سامورایی‌ها، تقاضا برای شمشیر به ناچار افزایش یافت و تعداد شمشیرسازان نیز به سرعت افزایش یافت. شمشیرهای ژاپنی اوایل دوره کاماکورا وارث ظاهر رفیع و ظریف اواخر دوره هیان بودند. در اواسط دوره کاماکورا، شمشیرهای ژاپنی ظاهر باشکوه تری به خود گرفتند. علاوه بر این، در اواخر دوره کاماکورا، به دلیل حمله مغول، سبک مبارزه از تک نبرد به نبرد گروهی تغییر کرد. کاستی‌های شمشیر ژاپنی آشکار شد و تکامل بیشتر حاصل شد.

## حمله مغول
پس از زوال سلسله تانگ در چین در میانهٔ قرن نهم، روابط ژاپن با این کشور قطع شد. در زمانی که شوگون‌ها علاقه چندانی به گسترش روابط خارجی نداشتند، خبر از حکومت جدید مغول‌ها در پکن رسید. قوبلای‌خان فرمان داد که ژاپن یا خراج پرداخت کند یا آماده انتقام باشد. ژاپن زیر بار نرفت و شروع به آماده‌سازی خود برای دفاع نظامی کرد. مغول‌ها دو بار در سال‌های ۱۲۷۴ و ۱۲۸۱ به جزیره کیوشو در جنوب غربی ژاپن حمله کردند. به نظر می‌رسد که هر بار توفان شدید و نقصی در طراحی کشتی مغولان، لشکر مهاجم را با وجود برتری نظامی، از رسیدن به پیروزی بازداشت. توفان شدیدی که کشتی مهاجمان را در هم کوبید، باد خداوندی یا کامی‌کازه نامیده شد.

## پایان دوره کاماکورا
پیامد سال‌ها تدارک نظامی به منظور جنگ با مغولان برای حکومت کاماکورا مصیبت‌آمیز بود. بسیاری از وفادارانی که برای پاسداری از حکومت جنگیده بودند، اینک در انتظار پاداش بودند و انجام این خواسته از توان حاکمان خارج بود. این موضوع به فروپاشی حکومت کاماکورا کمک کرد.
امپراتور گودایگو با استفاده از این فرصت سعی کرد حکومت شوگون را سرنگون کند، اما موفق نشد. امپراتور گو-دایگو توسط شوگون سالاری کاماکورا به جزایر اوکی تبعید شد.
با این حال، هنگامی که کوسونوکی ماساشیگه، یکی از دستیاران نزدیک امپراتور گو-دایگو، ارتش تشکیل داد، سامورایی‌ها در سراسر کشور با جمع‌آوری نیرو در مکان‌های مختلف برای سرنگونی شوگون سالای پاسخ دادند. علاوه بر این، آشیکاگا تاکائوجی، که از طرف شوگون سالاری به او دستور داده شده بود تا امپراتور گو-دایگو را دستگیر کند، به روکوهارا تاندای (نهاد شوگون برای امنیت کیوتو) حمله کرد و علیه نیروهای شوگون شورش کرد.
در نهایت در سال ۱۳۳۳، نیتا یوشی‌سادا شهر کاماکورا در یک جنگ داخلی که علیه حکومت شکل گرفته بود سقوط کرد و دوران حاکمیت شوگون‌ها به پایان رسید. پس از این، دوران کوتاه اصلاحات کن‌مو آغاز شد.